# Калкански кругови (3. сезона)
Трећа и финална сезона драмске телевизијске серије Калкански кругови је емитована од 30. марта до 28. априла 2024. године на каналу Суперстар ТВ. , 
Трећа сезона се састоји од десет епизода.

## Радња
У Дол стиже моћни Мирослав Спасић и окупља групу истомишљеника са којима жели да присвоји Забран и искористи његове моћи. Миона се удружује са Велибором и осталим становницима како би заштитила магични простор Дола од досад најотровније претње по његов опстанак.Мистериозна погибија предузетнице покреће лавину нових питања на која сви траже договор. За то време тајна очинства малог Гаврила се открива што ће довести у сукоб две породице,а Стефана и Миланку ставити пред животни избор. И мада је борба против Спасића успешна, Велибор верује да је Забран још увек незаштићен, те да као такав може поново привући неког ко би желео да га искористи... Магдалена је очигледно била погрешно изабрана чуварка, тако да је сад време да се пронађе она  права, која ће бити наследница митске Баба Губе. Време је да се калкански кругови коначно затворе.

## Епизоде
| Бр. еп. (укупно) | Бр. еп. (у сезони) | Наслов | Редитељ       | Сценариста         | Премијера       |
| --- | ------------------ | ------ | ------------- | ------------------ | --------------- |
| 21 | 1                  |        | Гордан Матић  | Ђорђе Милосављевић | 30. март 2024.  |
| Равнотежа у Долу је привидно успостављена након избора нове чуварке Забрана. Ипак, међу онима који не верују да је Лена будућа чуварка је и Велибор који позива Миону да дође из Београда у Дол, јер њен отац, Дејан, ради на своју руку, са страним инвеститорима, на промени Забрана. Након доласка Миона сазнаје да осим пословних акција, у које је умешана Светлана, Дејан има поред себе особу са којом планира будућност. То је Нина, потпредседница општине која је омогућила Дејану пословне активности у Забрану. Истовремено, из Гарашког језера локални риболовац почиње да вади фосилизоване гране које подсећају на људске остатке. Забран је новим активностима пробуђен. |                    |        |               |                    |                 |
| 22 | 2                  |        | Гордан Матић  | Ђорђе Милосављевић | 31. март 2024.  |
| Прошлост у Долу не мирује. Дејан наставља започете радове реконструкције замка у Забрану, а Саша крије тајну од особе до које јој је још увек стало. Даница, трагом анонимних позива, долази у Борину кућу. Мионин и Ранков сусрет доводи до искре коју обоје покушавају да прикрију. Миона одлази у Забран где са Леном покреће питање правог одабира чуварке, док Дејан отворено прети професору Петровићу. Поново се упушта у везу са Светланом. |                    |        |               |                    |                 |
| 23 | 3                  |        | Милан Караџић | Ђорђе Милосављевић | 6. април 2024.  |
| Професора Петровића муче болна сећања која му се враћају као кошмари те се обраћа Дејану за помоћ, али помоћ има цену. Погибија заменице председника општине је још увек под велом тајне. Милун, шеф полиције у Долу, упркос опструкцијама наставља да се бави мистериозном погибијом Недељковићке. Стефан, иако се тајно виђа са Миланком, не жели да призна њихово дете, Гаврила. Ранко Миони и даље на све начине показује симпатије док она Стефану покушава да укаже на опасност посла који је започео у Институту за геолошка испитивања. |                    |        |               |                    |                 |
| 24 | 4                  |        | Милан Караџић | Ђорђе Милосављевић | 7. април 2024.  |
| Олупина Недељковићкиног возила је извучена а са њом и инкриминишућа документа. На њеном спроводу, Милун тражи од Светлане, Драгана и Дејана детаље како би расветлио случај. Дејан је Вери понудио већи новац за њен део земљишта у Забрану. Макса је први пут видео унука Гаврила након разговора са Бором. |                    |        |               |                    |                 |
| 25 | 5                  |        | Гордан Матић  | Ђорђе Милосављевић | 13. април 2024. |
| Светлана постаје опседнута страхом од Баба Губе која је прогони. Стефан након притиска родитеља коначно одлази да се види са Миланком и дететом али ствари се не развијају у очекиваном правцу. Документи из Нининог аута индиректно бацају сенку на пословне потезе Дејана, у које је умешан и Стефан. Миона притиснута новим сазнањима покушава да дође до истине о људима до којих јој је стало. Милан покушава да извуче Сашу из мрачног вртлога у који је упала. |                    |        |               |                    |                 |
| 26 | 6                  |        | Гордан Матић  | Ђорђе Милосављевић | 14. април 2024. |
| У дворишту Велибора Матића се налазе гљиве које су из Забрана дошле. Миона одлази за Београд уз обећање Велибору да ће се распитати о гљивама у дворишту. Саша и Џанда се изолују од света притиснути непознатим силама које их мењају. По доласку у Београд, Миона примећује да су се делови злих сила Забрана проширили и у њен комшилук у Београду. Почиње да сумња да је Забран прати. Миланка и Стефан почињу да планирају заједничку будућност. Милун схвата да је истрага о Нининој погибији много замршенија и дубља него што је очекивао. |                    |        |               |                    |                 |
| 27 | 7                  |        | Милан Караџић | Ђорђе Милосављевић | 20. април 2024. |
| У Београду, Светлана Миони преноси своја искуства везана за Забран и њено сазнање везано за Дејанову повезаност са Забраном. Макса и Даница планирају списак званица за Стефаново и Миланкино венчање. На састанку са свештеником Стефан одлучује да прекине са припремама за славље. Околина криви Миону за отказану свадбу. Магдалена одлучује да упркос наговору од професора Петровића остане у колиби у забрану. |                    |        |               |                    |                 |
| 28 | 8                  |        | Милан Караџић | Ђорђе Милосављевић | 21. април 2024. |
| Макса од Милуна сазнаје да Стефан користи његову фирму за рад са Фармако Србијом. Велибор сазнаје да на згаришту колибе у Забрану нема тела од професора иако му је Магдалена испричала да је професор био са њом. Дејан прекида све везе са Светланом оптужујући је да се Миона у Дол вратила због ње. |                    |        |               |                    |                 |
| 29 | 9                  |        | Гордан Матић  | Ђорђе Милосављевић | 27. април 2024. |
| Вера одлучује да се судари са својим демонима. Велибор слути да гљиве које су у дворишту Матића не доносе ништа добро. Упозорава Миону и Дејана да буду опрезни и да се чувају тих дана. Дејан упозорење схвата као провокацију сукоба из прошлости. Нови и стари сукоби све више ремете иначе мирне односе. |                    |        |               |                    |                 |
| 30 | 10                 |        | Милан Караџић | Ђорђе Милосављевић | 28. април 2024. |
| Немили догађаји дубоко потресају цео Дол, изгледа да зло из Забрана никада не мирује. Велибор Миони говори да је неопходан неко ко ће да чува Забран. Стефан је одлучан у намери да уништи све доказе о сарадњи са Фармако Србијом. Свилар показује своје право лице. Демон који влада Забраном се неће смирити док се не успостави равнотежа и чуварка се врати у Забран... |                    |        |               |                    |                 |